# Adagnesia fissa
Adagnesia fissa är en sjöpungsart som beskrevs av Monniot 1976. Adagnesia fissa ingår i släktet Adagnesia och familjen Agneziidae. Inga underarter finns listade i Catalogue of Life.